# 푸토라나고원

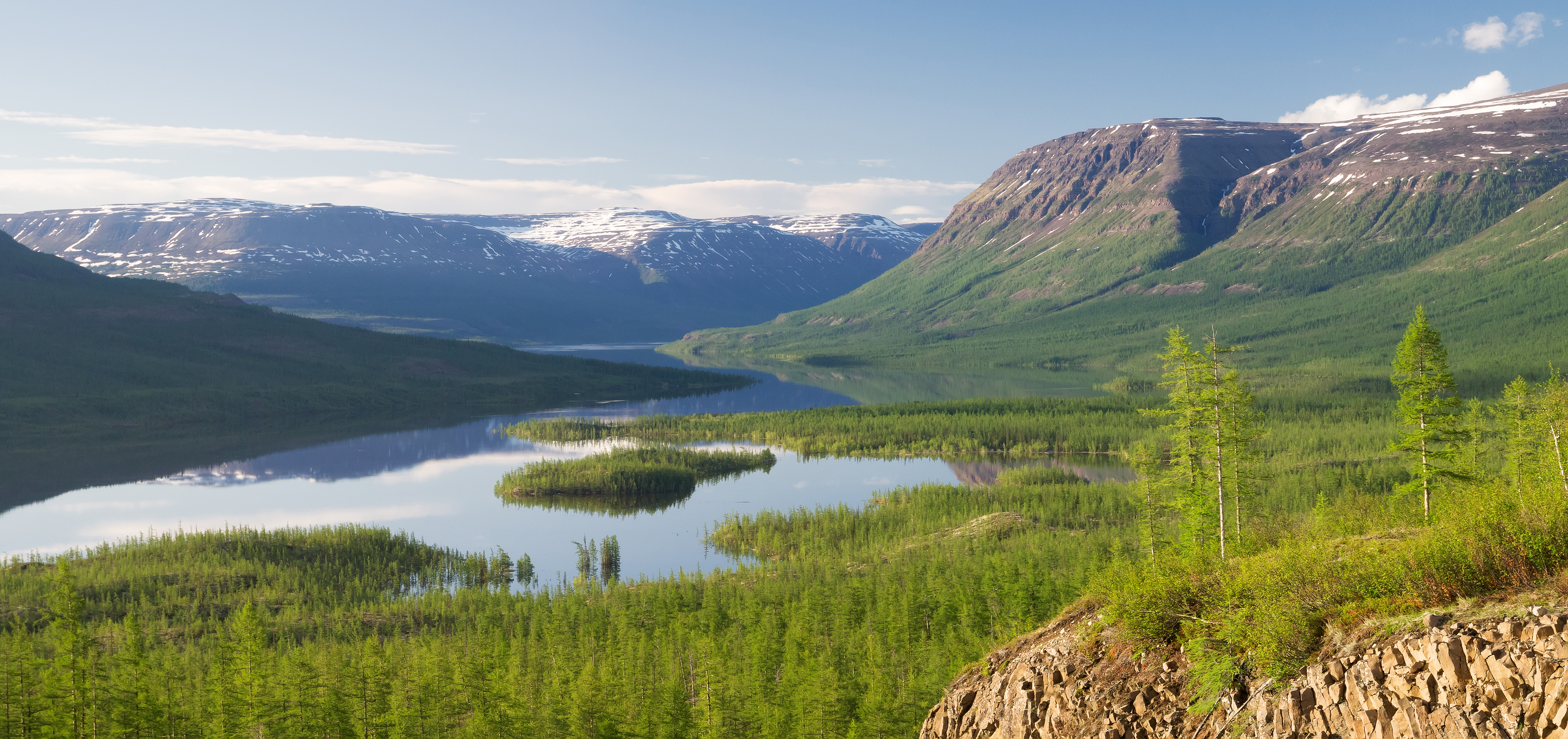

푸토라나고원(러시아어: Плато Путорана, Putorana)은 러시아의 중앙시베리아고원 북부에 위치한 고지대이다. 거대한 육괴 또는 고원 지대로서, 여러 산맥들이 가로지르는 형태이다. 예니세이강 유역과 접하며, 가장 큰 도시는 인구 약 17만 명의 노릴스크이다. 노릴스크에는 알리켈 공항 등이 있으나 이곳은 러시아 당국에 의해 폐쇄도시로 지정되어 외국인의 출입이 제한되어 있다.
세계 최대 규모의 니켈 매장지들이 있는 것으로 알려져 있다. 지질학적으로 시베리아 트랩 유래의 현무암이 주요한 구성이다. 최고점은 고도 1,678m의 카멘산(Камень)이다.
1988년 설치되어 노릴스크에서 관리되는 푸토라나 자연 보호지역은 1,887,251헥타르 면적과 1,773,300헥타르의 완충지대로 이루어져 있으며, 세계에서 가장 큰 규모의 야생 순록 떼와 시베리아큰뿔양의 서식지가 되고 있다. 2010년 UNESCO 지정 세계 유산으로 등록되었다.

## 같이 보기
- 중앙시베리아고원